# Tom (chanson)
Pour les articles homonymes, voir Tom.
Tom est une chanson de Marie Laforêt, initialement parue en 1967 sur l'EP Marie Laforêt vol. XIV (aussi appelé Ivan, Boris et moi d'après la première piste),.

## Développement et composition
La chanson a été écrite par André Popp et Eddy Marnay.

## Liste des pistes
EP 7" 45 tours Marie Laforêt vol. XIV (1967, Festival FX 1545)
A1. Ivan, Boris et moi
A2. Je ne peux rien promettre
B1. Pour celui qui viendra
B2. Tom

## Classements
Ivan, Boris et moi / Tom,
| Classement (1967)                       | Meilleure position |
| --------------------------------------- | ------------------ |
| Belgique (Wallonie Ultratop 50 Singles) | 15                 |